# Leo Rudolf Raubal
Leo Rudolf Raubal (2. října 1906 Linec – 18. srpna 1977 Španělsko) byl synovec diktátora Adolfa Hitlera, který během druhé světové války sloužil v německé Luftwaffe.

## Život
Narodil se jako syn Lea Raubala staršího a jeho manželky Angely, polorodé sestry Adolfa Hitlera.
Pracoval jako učitel chemie v Salcburku. Sporadicky navštěvoval svou matku, která žila v Berchtesgadenu.
Stejně jako jeho mladší bratranec Heinrich Hitler (ale na rozdíl od bratrance Williama Patricka Hitlera), byl „oblíbeným synovcem vůdce“ a Hitler s ním rád trávil čas. Podle Williama Patricka Hitlera však Leo neměl svého strýce rád a obviňoval jej ze smrti své sestry Geli. To však nelze potvrdit. Podle historika Wernera Masera Leo v roce 1967 prohlásil, že Hitler byl „naprosto nevinný“.

### Druhá světová válka a věznění v Moskvě
Před válkou se stal ředitelem Linecké ocelárny. V říjnu 1939 byl odveden do Luftwaffe a sloužil jako poručík ženijního sboru. Podobal se Adolfu Hitlerovi a během války občas sloužil jako jeho dvojník.
V lednu 1943 byl během bitvy u Stalingradu zraněn. Friedrich Paulus požádal Hitlera o letadlo, které by Raubala evakuovalo do Německa. Hitler odmítl a Raubalal dne 31. ledna 1943 zajali Sověti.
Hitler vydal rozkaz prověřit možnost výměny zajatců se Sověty za Stalinova syna Jakova Džugašviliho (ten byl zajat Němci 16. července 1941). Stalin odmítl jak výměnu Raubala, tak Friedricha Pauluse a prohlásil: „Válka je válka.“ Raubal byl držen v moskevských věznicích. Dne 28. září 1955 jej Sověti propustili a vrátil se do Rakouska.

### Poválečná kariéra
Po válce žil a pracoval v Linci jako učitel. Zemřel během dovolené ve Španělsku a byl pohřben 7. září 1977 v Linci.[nedostupný zdroj] Jeho syn Peter (* 1931) je společně s Heinerem Hocheggerem (* 1945), synem Elfriede Raubalové, a třemi žijícími syny Williama Patricka Hitlera – Alexandr Adolf (* 1949), Louis (* 1951) a Brian William (* 1965) – nejbližšími žijícími příbuznými Adolfa Hitlera. Peter Raubal je inženýr v důchodu, který žije v rakouském Linci.